# 首领 (拜占庭帝国)
在拜占庭帝国后期，术语“首领”（羅馬化：kephalē，直译：「头」）用于指代地方的省级长官。
13世纪后期这一术语开始使用，源于非正式的称呼而非官方称呼，它从未成为官方的官职或头衔，进入拜占庭的帝国头衔等级序列，一直保持着描述性用语的性质。本质上，“首领”行的是科穆宁时代的“都督（δούξ）”的地方行政单位的军事-民事总督职能，其辖地被称为“首领区”（κατεπανίκιον或κεφαλατίκιον）。面积上，“首领区”要比前代的军区小，可能包含“首领”居住的堡垒以及周边的几个村庄，也可能是一整个岛屿。这种体制也被保加利亚第二帝国（kefaliya）和塞尔维亚帝国（kefalija）使用。
14世纪，出现了高级的“首领”（katholikai kephalai“普遍首领”），监督着若干“部分首领（[merikai] kephalai）”管辖的地区。担任“普遍首领”的一般是皇帝的亲属或高级贵族家族的成员。到14世纪末，帝国的中央集权进一步衰落，中央开始将皇室成员分封到各地担任“专制君主”，“普遍首领”也逐渐消失。

## 脚注
1. 1 2 3  Bartusis 1991，第1122頁.
2. ↑  不要与10-11世纪的“督军区（katepanates）”混淆